# Helvibis tingo
Helvibis tingo là một loài nhện trong họ Theridiidae.
Loài này thuộc chi Helvibis. Helvibis tingo được Herbert Walter Levi miêu tả năm 1964.